# Municipio de Asunción Mita
Municipio de Asunción Mita är en kommun i Guatemala.   Den ligger i departementet Departamento de Jutiapa, i den södra delen av landet, 90 km öster om huvudstaden Guatemala City. Antalet invånare är 3 300.